# Auguste Baillayre
Auguste Baillayre (n. 1 mai 1879, Vernet, Languedoc-Roussillon, Franța – d. 16 decembrie 1961, București, România) a fost un pictor francez, profesor la „Școala de Belle Arte” din Chișinău și primul director al Muzeului Național de Artă al Moldovei.
Baillayre s-a născut în 1879 în Franța (Pirineii Orientali), iar copilăria și adolescența a petrecut-o în Georgia (1885–98). A studiat apoi la Amsterdam, St. Petersburg și Grenoble, și a devenit o personalitate artistică importantă în Chișinău (1918–1943). Mai multe dintre operele sale sunt păstrate la Muzeul Național de Artă al Moldovei, al cărui prim director a fost în 1939. A fost căsătorit cu pictorița Lidia Arionescu-Baillayre.